# المجاري
المجاري منطقة عراقية في حوض وادي المهاري في ناحية الشبكة بقضاء النجف، بمحافظة النجف، بالبادية العراقية جنوب غرب العراق.